# 山階宮晃親王
山階宮晃親王（1816年10月22日—1898年2月17日），是日本的皇族。伏見宮邦家親王之第一王子（庶長子）。勸修寺濟範入道親王。二品。

## 生平
文化13年（1816年）出生，幼名靜宮（しずのみや），初名清保（きよやす），為伏見宮邦家親王的第一王子，但在《皇統譜》原因不明地列入祖父伏見宮貞敬親王的第八王子。
文化14年（1817年），他在京都山科門跡寺院繼承勸修寺，成為光格上皇養子、文政六年接受親王宣下，次年（1824年）出家、尊稱濟範（さいはん）入道親王。
天保十二年（一八四一）十月八日同妹（實為叔母）幾佐宮隆子女王出奔，十月二十八日返回京都。令仁孝天皇大怒，天保13年（1842年）7月22日其光格天皇養子・二品親王・勸修寺門跡地位停止，自伏見宮家除籍、命於東寺蟄居。
安政3年（1856年）解除蟄居、安政5年5月返回勸修寺、稱冰室殿。

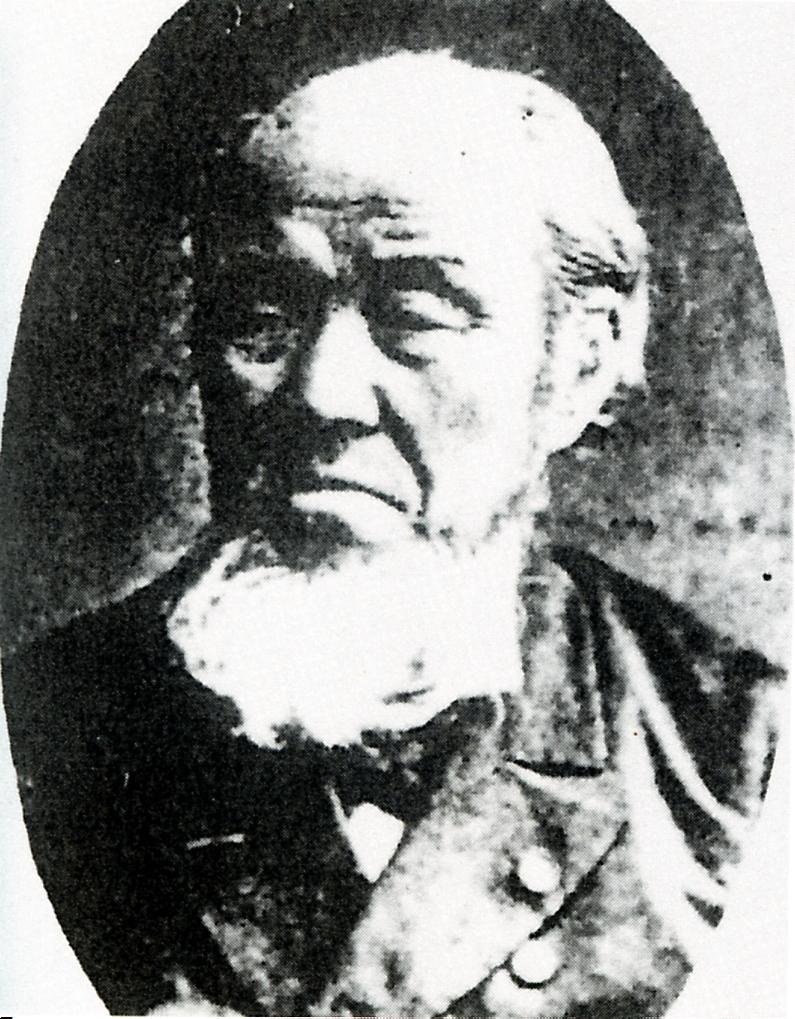
山阶宫晃亲王

文久三年（1863年），島津久光、松平容保、德川慶喜等公武合體派 ，為了讓對時勢見識高、對海外形勢也很關心的親王參與政治，向孝明天皇請求還俗。 不單朝廷內反對親王的還俗，孝明天皇也反對原諒父親仁孝天皇懲罰的人，但被幕府和大名通過。 文久四年（1864年）一月九日还俗，同时被允许复归伏见宫，同年一月十七日被授予山阶宫宫号。同月二十七日，他成为孝明天皇的猶子，并亲王宣下，次日，他被任命为国事御用挂。
之後，親王與島津久光聯手，同一會桑政權對立。 慶應2年(1866年)8月30日，大原重德等對幕府的22名強硬派公卿參與參內，被罷免國事御用掛，被命令蟄居。 但是孝明天皇駕崩後的慶應3年(1867年)3月29日解除了處分。
明治維新後，慶應4年(1868年)1月17日，就任議定、外國事務總督。 2月20日改名為外務局督，成為明治政府的外交首腦。 為了之前發生的堺事件的善後工作，前往法國艦上道歉。 閏4月21日辭去議定、外務局督職務。
1886年（明治19年）獲得大勳位菊花大綬章。 1890年(明治23年)2月，就任貴族院皇族議員。 1898年（明治31年）2月17日去世，享壽83歲。
晃親王留下了以皈依自己的葬禮的佛教儀式進行的遺囑，但是明治維新以後的皇室葬禮是以古式為基礎的，以佛教儀式舉行會引起混亂為由遭政府拒絕。 但是除了葬禮以外，其餘皆按遺囑進行，2月25日在宮邸舉行神葬祭，墳墓於泉湧寺雲龍院。
晃親王薨去後由子菊麿王繼承親王成為山階宮第二代當主。

## 血缘
- 父母：伏見宮邦家親王 - 妃鷹司景子 - （親母）女房藤木壽子
- 兄弟：晃親王 - 嘉言親王 - 讓仁親王 - 朝彥親王 - 微妙院 - 貞教親王 - 喜久宮 - 彰仁親王 - 能久親王 - 誠宮 - 愛宮 - 博經親王 - 智成親王 - 貞愛親王 - 清棲家教 - 載仁親王 - 依仁親王（女子省略）
- 妻：中條千枝子（家女房）
- 子：定麿王（養子） - 菊麿王

## 備註
1. ↑  可能是他出生時父親邦家親王僅13歲，故邦家親王正式的第一王子在明治二十二年（1889年）出生[2]。